# Paecilaema u-flavum
Paecilaema u-flavum is een hooiwagen uit de familie Cosmetidae.